# Astronáutica

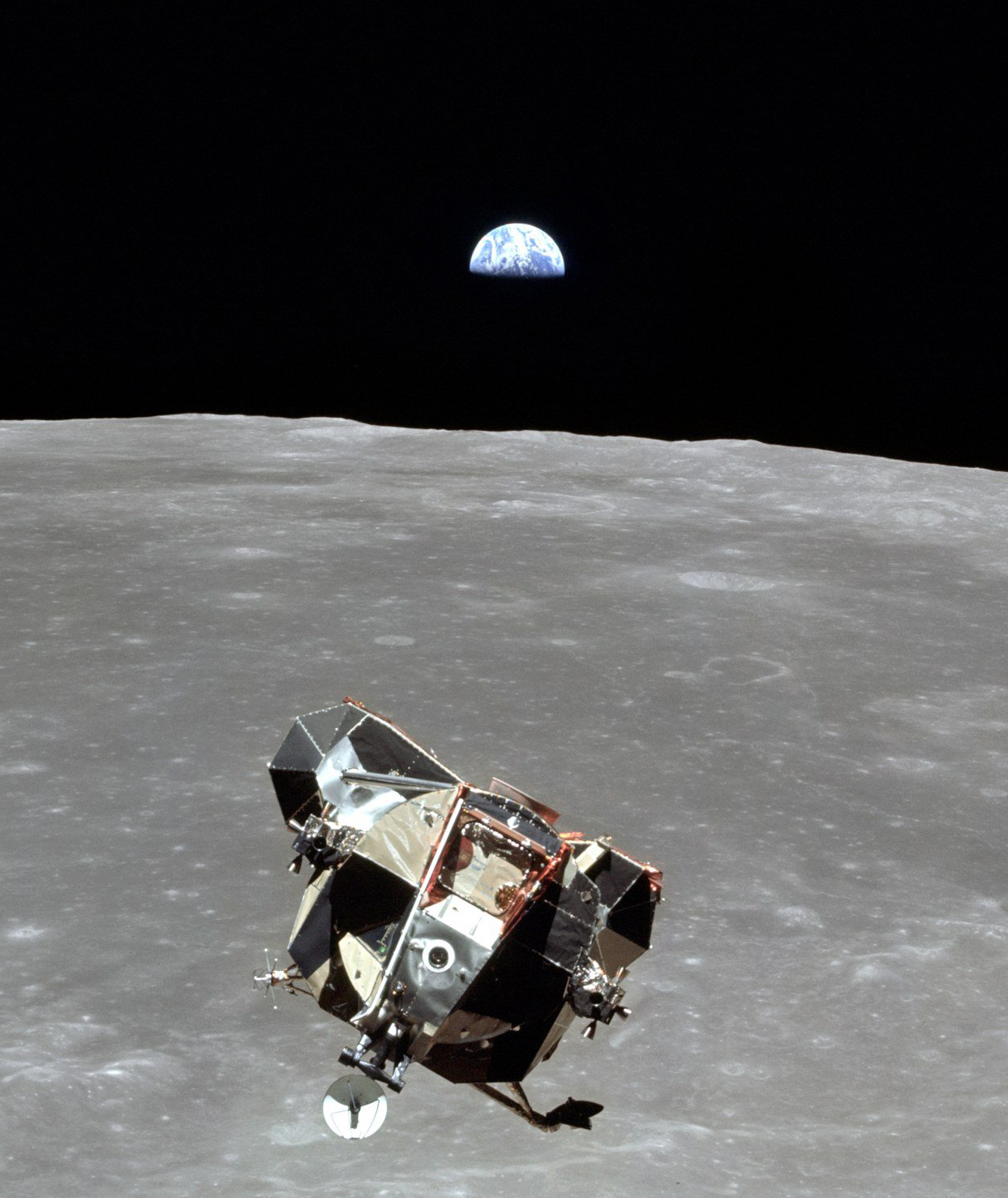
Módulo lunar de la misión Apolo 11, en su trayectoria hacia el alunizaje (1969)

La astronáutica es la teoría y práctica de la navegación más allá de la atmósfera terrestre, es decir en el espacio exterior, por parte de objetos artificiales, ya sean tripulados o no. Se fundamenta en el estudio de las trayectorias, navegación, exploración y supervivencia humana en el espacio exterior. Abarca el diseño y construcción de los vehículos espaciales y los lanzadores que habrán de ponerlos en órbita, o llevarlos hasta otros planetas, satélites naturales, asteroides, cometas u otros lugares del cosmos.
Se trata de una rama amplia y de gran complejidad, debido a las condiciones difíciles bajo las que deben funcionar los aparatos que se diseñen. En la astronáutica colaboran diversas especialidades científicas y tecnológicas, como la astronomía, matemáticas, física, cohetería, robótica, electrónica, computación, bioingeniería, medicina o ciencia de materiales. La astronáutica, en combinación con la astronomía y la astrofísica, ha originado e impulsado nuevas disciplinas científicas como la astrodinámica, la astrogeofísica o la astroquímica.

## Historia

Robert Goddard con uno de sus cohetes (1926).

La primera mención de un vuelo de tipo astronáutico está consignado en el mito griego de Ícaro, cuyo padre Dédalo le fabricó unas alas de plumas unidas por cera para escapar de Creta. Ícaro tuvo la temeridad de volar en dirección al Sol, pagando con su vida la extrema curiosidad, al derretirse la cera que unía sus alas. Cyrano de Bergerac en su Historia cómica de un viaje a la Luna (1650) describe por primera vez el uso de un sistema compuesto de cohetes de pólvora capaz de elevar una nave en dirección a la Luna. La Astronáutica recibió un nuevo impulso con la obra de Julio Verne De la Tierra a la Luna (1866) en que el autor describe, con poco rigor científico, un viaje a la Luna mediante un sistema balístico. La obra de Verne estimuló el interés por la Astronáutica y dio origen al prolífico género literario de la ciencia ficción, la cual tiene en los viajes astronáuticos una inagotable fuente de inspiración.

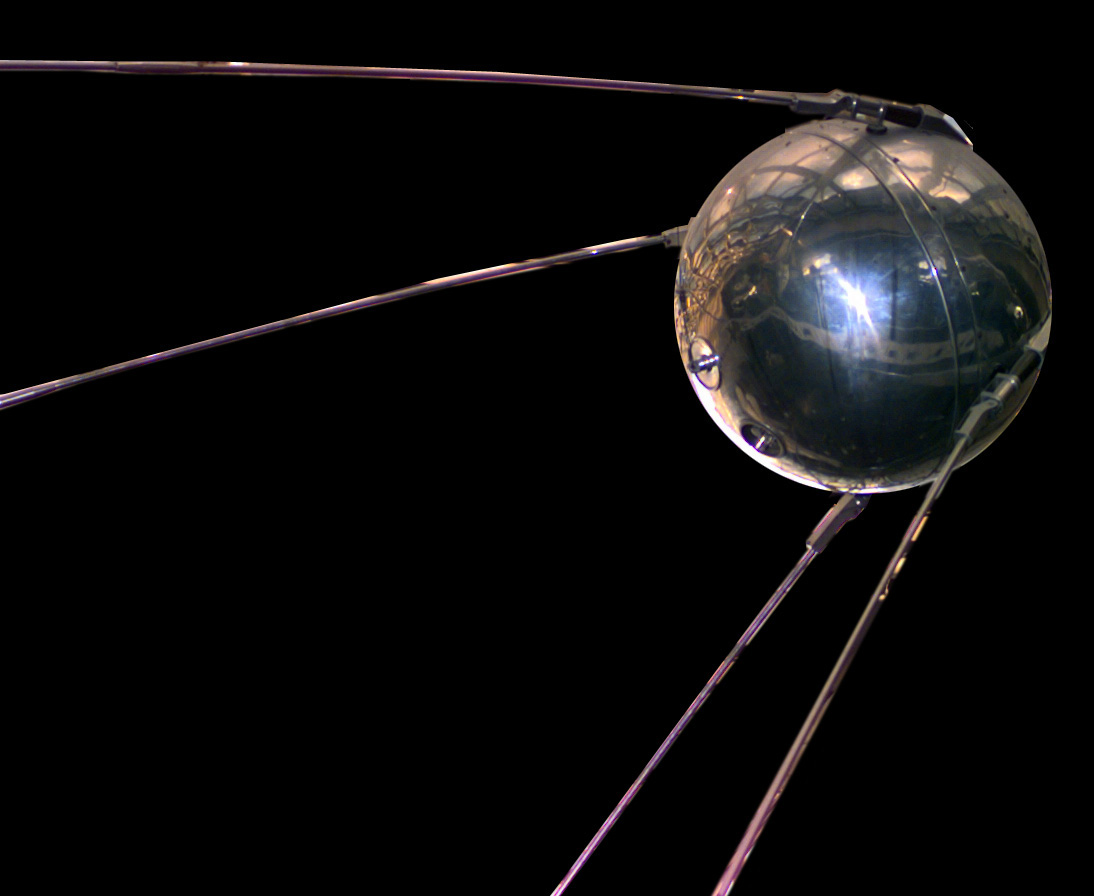
El satélite Sputnik 1, en 1957.

A finales del siglo XIX, una serie de ingenieros y científicos en distintas partes del mundo centraron sus esfuerzos en diseñar ingenios propulsivos, estableciendo las bases teóricas y prácticas de la astronáutica actual. Entre ellos destacan el ingeniero peruano Pedro Paulet (1874-1945), el científico ruso Konstantín Tsiolkovski (1857-1935), el ingeniero estadounidense Robert Goddard (1882-1945) y el físico rumano Hermann Oberth (1894-1989).
En el año 1927 se fundó en la ciudad polaca de Breslavia la Sociedad Astronáutica, que fue frecuentada por Hermann Oberth y Werner von Braun, entre otros. Un salto significativo en el desarrollo de la Astronáutica fue la fabricación y utilización para fines militares, por obra de los nazis, de los cohetes V2, que serían el modelo tecnológico que usarían los soviéticos y los estadounidenses para sus propios ingenios espaciales en la década siguiente, después de la Segunda Guerra Mundial.
Durante la década de 1950, Estados Unidos y la Unión Soviética compitieron por poner en órbita el primer satélite artificial. El 4 de octubre de 1957, los soviéticos lanzaron el Sputnik 1, hito que marca el comienzo de la astronáutica práctica. La carrera espacial desencadenada entre las dos superpotencias propugnó otros hitos relevantes como la llegada del ser humano al espacio, lograda por el cosmonauta soviético Yuri Gagarin en 1961, o la llegada del ser humano a la Luna, conseguida por los astronautas estadounidenses de la misión Apolo 11 Neil Armstrong y Buzz Aldrin, en 1969.

### Cronología
| País            | Fecha                   | Hito                                                             |
| --------------- | ----------------------- | ---------------------------------------------------------------- |
| Alemania        | 20 de junio de 1944     | Cohete V2, realizando el primer vuelo suborbital de la Historia. |
| Unión Soviética | 4 de octubre de 1957    | Cohete R-7, con el lanzamiento del Sputnik 1.                    |
| Estados Unidos  | 31 de enero de 1958     | Cohete Jupiter C, con el lanzamiento del Explorer 1.             |
| Francia         | 26 de noviembre de 1965 | Cohete Diamant, con el lanzamiento del Asterix A1.               |
| España          | 19 de julio de 1969     | Cohete INTA-255, en un vuelo suborbital.                         |
| Japón           | 11 de febrero de 1970   | Cohete L-4S, con el lanzamiento del Ohsumi.                      |
| China           | 24 de abril de 1970     | Cohete Larga Marcha 1, con el lanzamiento del DFH 1.             |
| Reino Unido     | 28 de octubre de 1971   | Cohete Black Arrow, con el lanzamiento del Prospero X-3.         |
| India           | 18 de julio de 1980     | Cohete SLV, con el lanzamiento del Rohini RS-1.                  |
| Brasil          | 02 de abril de 1993     | Cohete VS-40, en un vuelo suborbital.                            |
| Ucrania         | 21 de abril de 1999     | Cohete Dnepr-1, con el lanzamiento de UoSAT-12.                  |
| Argentina       | 6 de junio de 2007      | Cohete Tronador I, en un vuelo suborbital de demostración.       |

## Diseño de vehículos espaciales
Todo diseño de un ingenio espacial debe tomar en cuenta el medio en que se desplaza, ya sea la atmósfera o el vacío del espacio exterior; el fin para el que se diseña, bien sea transporte de carga o seres humanos, investigación científica, comunicaciones, militar; el sistema de propulsión ideado junto con los propelentes empleados; y las fuerzas gravitatorias que rigen las trayectorias orbitales.

### Clasificación de los vehículos espaciales
En cuanto al segundo aspecto (utilidad) los ingenios espaciales suelen clasificarse en satélites artificiales, cuando orbitan la Tierra en función de alguna utilidad específica, como fue por ejemplo el satélite ruso Sputnik I, primer objeto orbital puesto por el hombre en el espacio, en astronaves, cuando están tripuladas por al menos una persona y disponen de propulsante propio que les permite maniobrar en el espacio y/o en la atmósfera, como por ejemplo los trasbordadores, o como fueron los módulos del programa estadounidense Apolo, sondas espaciales, cuando las naves están destinadas a la investigación en dirección al espacio profundo, sea en demanda de los cuerpos celestes del Sistema Solar o fuera de él, como por ejemplo las sondas del programa Viking, de la NASA, destinadas a explorar Marte, y las estaciones espaciales, complejos orbitales en torno a la Tierra que pueden albergar un número mayor de ocupantes y con medios de supervivencia que les permitan largas estadías, como por ejemplo la estación soviética Salyut 1.

### Materiales de fabricación

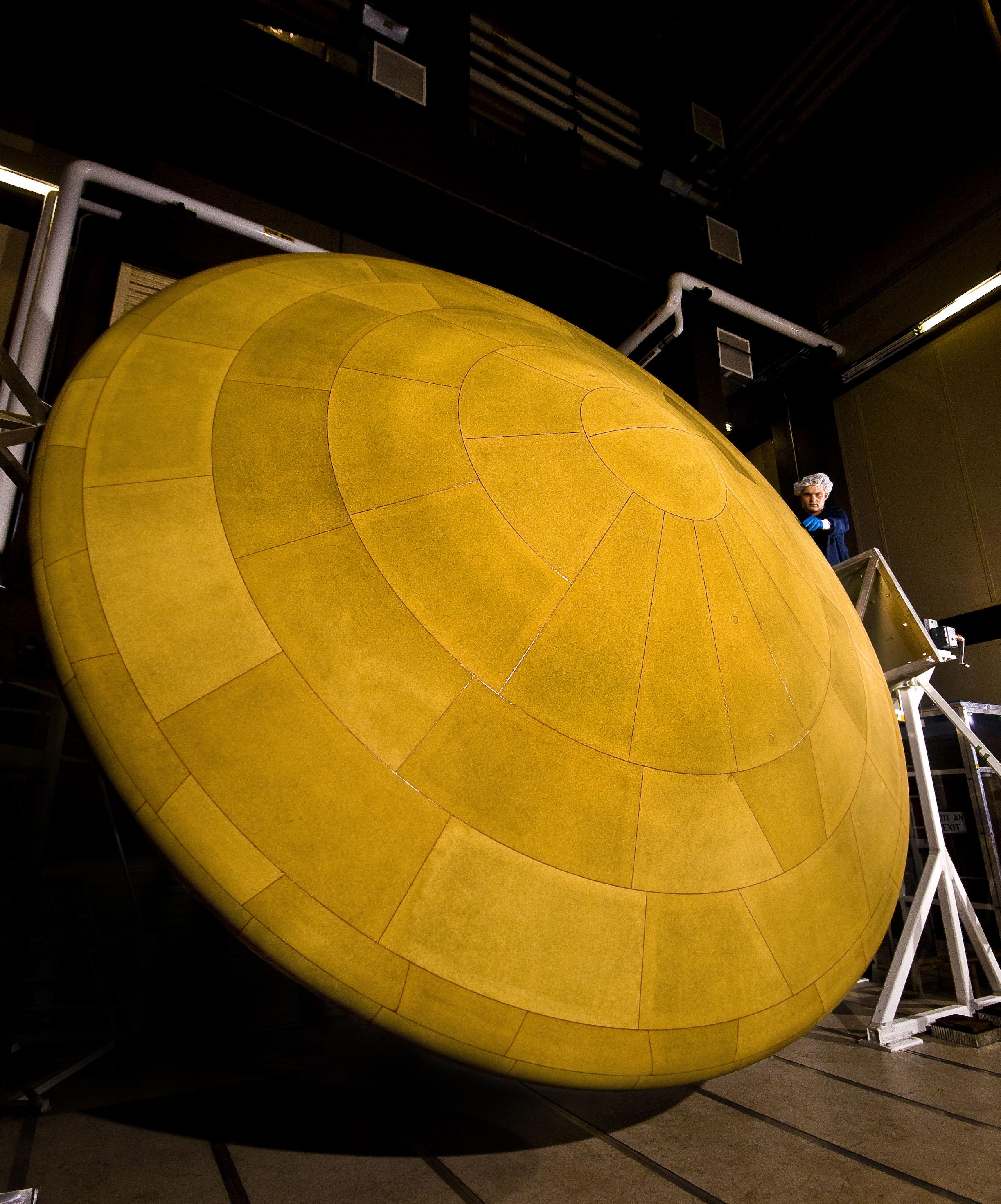
Escudo térmico del Mars Science Laboratory (2011)

El diseño debe contemplar una estructura capaz de resistir las aceleraciones, el impacto de los micrometeoritos y la acción de los vientos solares, fuerzas capaces de desestabilizar cualquiera de los sistemas de las naves, inclusive de provocar su inutilización parcial o destrucción total. Esta estructura está conformada por ciertos materiales dotados de propiedades que le permite enfrentar los rigores del despegue, la navegación y el reingreso. Mediante avanzados programas informáticos, los diseñadores suelen simular las condiciones y tensiones que deberán soportar los materiales y elementos que conformarán los diversos aparatos espaciales.
Los materiales cumplen con elevados estándares de resistencia al impacto de micrometeoritos, de gran capacidad refractaria del calor, capaces de resistir las enormes presiones y vibraciones que significa el despegue, la aceleración o el frenado, absorbentes al máximo posible de las mortales radiaciones espaciales, pero a la vez capaces de captar la energía lumínica mediante su aplicación en los paneles solares. Sin embargo, los materiales deben cumplir con la limitación que impone el uso de los combustibles químicos tradicionales, que exigen naves con la menor masa posible: a menor masa de la nave, menor gasto de combustible y mayores posibilidades de realizar viajes largos con retorno incluido (el caso de las astronaves); a mayor masa, mayores gastos y menores posibilidades de realizar lo anterior. Por ejemplo, la gran masa de los transbordadores de la NASA les impide realizar vuelos extraorbitales (p.ej. de exploración lunar) dado que sus reservas de combustible son limitadas. Por lo tanto, el ideal es que los materiales utilizados procuren el máximo de resistencia, solidez estructural y funcionalidad, pero con ahorro en todo lo posible de masa.
El diseño de las naves que deben trabajar en ambientes muy hostiles, con condiciones extremas de calor, frío o presión, deben contar con una tecnología que las haga soportarlas. Por ejemplo, las sondas espaciales soviéticas de nombre Venera, que exploraron Venus a partir de 1961, contemplaban en su diseño materiales capaces de resistir temperaturas que derretían el plomo, pudiendo operar por algunas horas en la superficie venusiana.

### Morfología de las naves espaciales
Las naves espaciales atraviesan el medio atmosférico tanto en el lanzamiento como en la reentrada, siempre que el astro en cuestión esté dotado de atmósfera. Para lograrlo, han de adoptar una forma favorable a la aerodinámica de uno y otro evento. Los estabilizadores, superficies de mando, escudos térmicos y sistemas de frenado por paracaídas son utilizados para la orientación en un medio gaseoso y para preservar la integridad de la nave a altas velocidades.
Si las naves han de desplazarse solamente en el espacio exterior, su forma no tiene la obligación de adoptar elementos aerodinámicos, pues en ausencia de aire esos elementos son inútiles. Para reorientar y redirigir los aparatos, se emplean sistemas de control de reacción, motores cohete optimizados para el vacío y maniobras de asistencia gravitatoria, utilizando a los propios astros. Las estaciones espaciales constituyen un buen ejemplo de la variedad de formas en los ingenios espaciales, ya que prescinden totalmente de elementos aerodinámicos, pues su función no es navegar en la atmósfera, sino exclusivamente en el espacio.
Por otra parte, la utilidad que se le asigne a una nave espacial condicionará su morfología, su masa y su tamaño. Por ejemplo, la variación en las formas, masa y tamaños que tienen los satélites es enorme, abarcando desde la forma absolutamente esférica (como el satélite norteamericano Explorer IX, lanzado en febrero de 1961 y de solo 6 kg de masa) hasta formas cilíndricas, cónicas, estrelladas, etc. Más condicionada puede resultar la morfología de los diversos tipos de sondas, astronaves y estaciones espaciales, en que dominan ciertas estructuras características: paneles solares, antenas, cohetes, tanques de combustible, bodegas de carga y alas (como es el caso de los transbordadores), módulos de servicio (como es el caso de las astronaves de exploración lunar), secciones modulares de construcción (como es el caso de las actuales estaciones espaciales), etc.
En cuanto a los sistemas de propulsión y la gravedad a vencer, la nave destinada a operar a partir de un despegue directo de la superficie terrestre, deberá ser diseñada para soportar las fuertes tensiones que significa el funcionamiento de los cohetes por un determinado espacio de tiempo. Así mismo, deberá contar con el volumen suficiente de almacenamiento de combustible, dependiendo de la misión que emprenda. Una nave tripulada destinada a la exploración de un cuerpo celeste, tiene por lo general estructuras de almacenamiento de mayor tamaño que una no tripulada, pues tiene contemplado el regreso a la Tierra en el más breve lapso de tiempo, mientras que las no tripuladas cuentan con márgenes mayores de tiempo, suelen aprovechar con eficiencia los impulsos gravitatorios y son en su mayoría desechables. El diseño deberá tener en cuenta el tipo de carburante o propulsante; hasta hoy los carburantes usados son de tipo químico, y ocupan un cierto volumen.
La cantidad y la calidad del combustible inicial, así como el sistema de propulsión, estarán en función de la masa total de la nave. A mayor masa a elevar, mayor será el gasto de combustible a utilizar, por lo que el diseño de la nave deberá contemplar las medidas de volumen y los materiales de fabricación adecuados, para sostener una estructura capaz de soportar la fuerza necesaria que la llevará al espacio, o la hará navegar en él.

### Sistemas operativos
Toda nave espacial, independientemente de la utilidad que tenga, está estructurada sobre la base de los siguientes sistemas operativos básicos: propulsión, navegación, energético de alimentación (almacenamiento, acumulación y distribución de la energía eléctrica) y comunicación. La propulsión suele lograrse mediante el empleo de los sistemas de cohetes; la navegación mediante el empleo de sofisticados sistemas computacionales, giroscópicos y direccionales y de alarma; la administración de la electricidad mediante baterías, paneles solares, transformadores, etc; la comunicación, mediante un sistema de radio y antenas especialmente orientadas.
Especial cuidado tiene el diseño de las naves tripuladas; fuera de todos los sistemas antedichos, las naves tripuladas, y en particular las destinadas al reingreso, cuentan con otra serie de sistemas adicionales: sistema de control de la temperatura y humedad interna, presión y provisión de aire, alimentos y líquidos, un volumen interior mínimo que permita el trabajo y el descanso de los astronautas, uno de acceso y salida de la nave por parte de sus ocupantes, un sistema de acople que permita a los astronautas acceder a otro vehículo en el espacio, en fin, todos los sistemas necesarios para la supervivencia humana. Además, cuentan con un eficiente sistema de aterrizaje, constituido por paracaídas, o por alas y trenes de aterrizaje de carácter aeronáutico, o especialmente diseñados para el descenso en otros cuerpos celestes.

### Comunicaciones
La comunicación espacial tiene como objetivo la transmisión de información desde y hacia la Tierra o entre naves que se encuentren operando en un determinado sector del espacio. La necesidad de comunicación ha dado origen a la telemetría espacial, la que tiene por finalidad el llevar el rastreo del movimiento de las naves, así como la predicción de sus posiciones en el espacio y la transmisión de datos. Un papel fundamental de la comunicación espacial, tanto entre las naves y la Tierra, como entre las mismas naves, lo juega, sin duda, el empleo de las ondas de radio, en su diversas gamas y frecuencias, y en menor medida, el empleo de medios ópticos y lumínicos. La comunicación radial debe tomar en cuenta, en primer lugar, la distancia entre las fuentes emisoras y receptoras, que determinará el tiempo transcurrido entre la emisión y la recepción de los mensajes: poco en las inmediaciones de la Tierra,y mucho, en términos relativos, para las naves que se encuentran en el espacio profundo y que establecen contacto con nuestro planeta. Este último aspecto ha estimulado, en el desarrollo de las misiones de exploración a los mundos lejanos, la utilización de sistemas computacionales y robóticos cada vez con mayores grados de autonomía; de esta manera se suple en parte la lentitud de las comunicaciones.

## Propulsión espacial

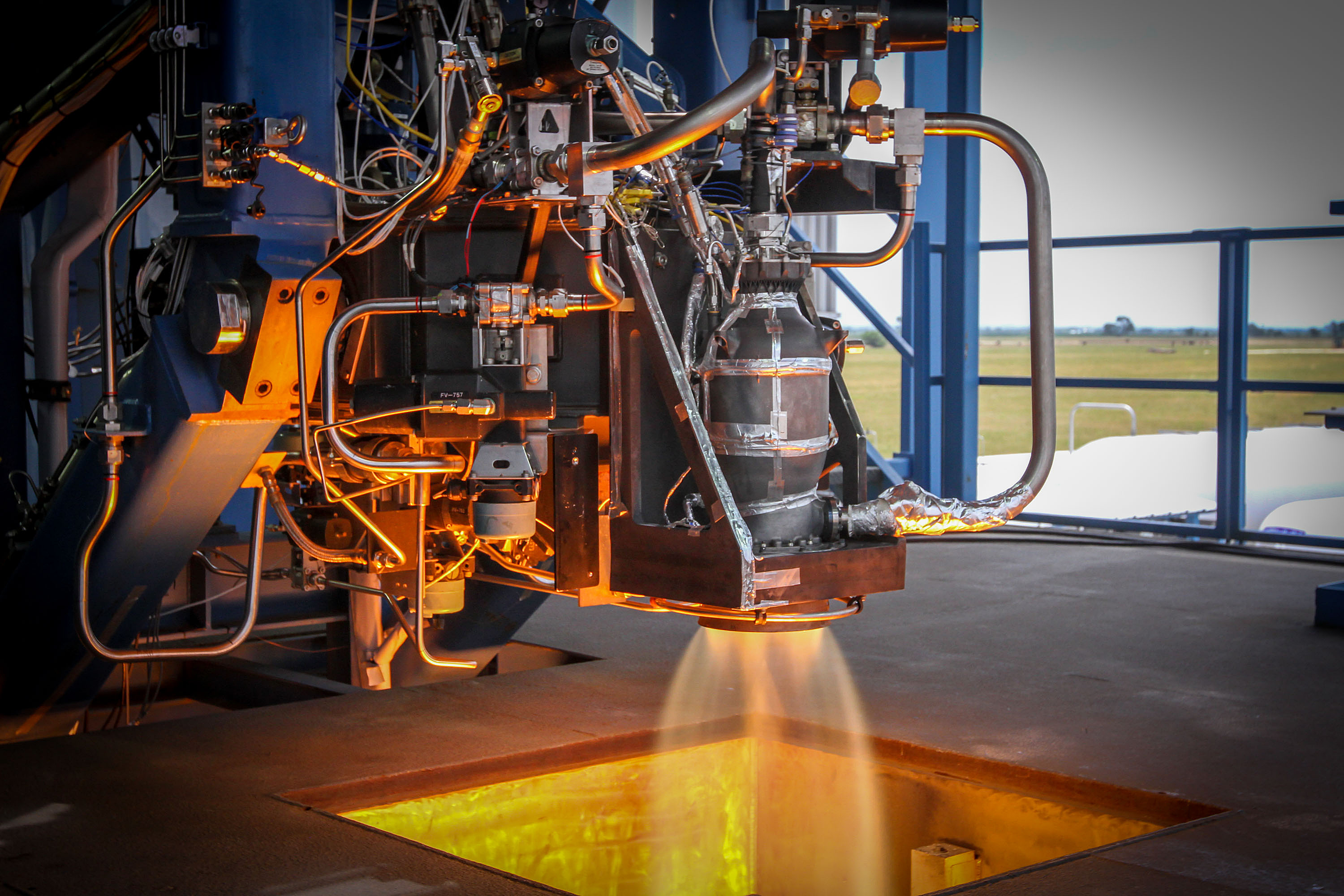
Motor cohete SuperDraco de la compañía SpaceX en un banco de pruebas (2014)

El medio esencial de propulsión que tienen las naves espaciales, especialmente en su etapa de despegue, es el uso del sistema de cohetes alimentado por propergoles especiales; también son usados para su evolución orbital o para la navegación profunda. Una vez en órbita las naves pueden aprovechar el impulso inercial -a la manera de un proyectil lanzado por una honda- que les comunica movimiento propio en torno a la Tierra, para impulsarse en dirección al espacio profundo, sea en dirección a la Luna, los otros planetas o fuera del Sistema Solar.
En su forma básica, los cohetes destinados a la astronáutica responden al siguiente diseño: una forma más o menos cilíndrica que tiene en su interior, por regla general, dos contenedores en que se encuentran los propergoles a reaccionar: el de combustible (p. ej.: hidrógeno líquido) y el de comburente (p.ej: oxígeno líquido). Ambos se ponen en contacto en el momento del encendido en una cámara de ignición inferior; los gases producidos en la combustión son eyectados al exterior través de una tobera. Gracias al principio de acción y reacción la eyección del gas en un sentido provoca el movimiento de la nave en el sentido opuesto. La velocidad de la nave, si solo se toma en cuenta la fuerza de empuje proporcionada por los cohetes, dependerá de la velocidad de eyección de los gases, y esta aumentará en la medida en que se calienten y disminuyan su densidad.
Los combustibles más usados son la hidrazina, el queroseno, el hidrógeno líquido y el amoniaco líquido. Los oxidantes más usados son el oxígeno líquido, el peróxido de nitrógeno y el peróxido de hidrógeno.
Las técnicas de lanzamiento suponen, dada la casi imposibilidad de obtener el empuje a partir de un único sistema de cohetes, la aplicación de un sistema compuesto, es decir, un vehículo en varias etapas o secciones dotadas de carburante propio, que se van desprendiendo en la medida en que lo van agotando, Los vehículos conocidos se trasladan a velocidad más o menos constante. El cohete lo hace acelerando fuertemente al iniciar su marcha al mismo tiempo que disminuye notablemente su masa. Esta gran aceleración contribuye a disminuir notablemente la pérdida por gravitación. Este diseño llegó al extremo con los gigantescos y poderosos cohetes Saturno V (de tres fases) capaces de elevar 130 toneladas a una órbita baja y lanzar 45 toneladas en dirección a la Luna; un nuevo avance lo constituyó el sistema compuesto de los transbordadores espaciales, estructurado sobre la base de dos cohetes laterales y un gran contenedor central que alimenta el motor de las lanzaderas.
El tipo de propulsante que utilizan las astronaves en la actualidad, tanto para despegar como para navegar en el espacio, es el constituido por los combustibles químicos, ya sean en estado líquido o sólido, aunque tienen el inconveniente que sirven solo para cortos períodos de aceleración, ya que se agotan rápidamente una vez producida la ignición. Un futuro prometedor tiene la aplicación de propulsión iónica, la cual permite largos períodos de aceleración en viajes de mayor distancia, con un costo relativamente bajo y con la posibilidad teórica de alcanzar grandes velocidades.
Otros sistemas de propulsión propuestos se encuentran en etapa de investigación teórica. Ejemplos son: la propulsión lumínica (la aceleración se obtendría mediante la proyección de rayos luminosos); la propulsión mediante velas solares (la aceleración se obtendría mediante la captación del viento solar); la propulsión nuclear (la aceleración se obtendría mediante una serie de explosiones nucleares controladas). Esta última ha sido prohibida por tratados internacionales, poniendo fin a antiguos proyectos, como el Orión, consistente en una nave interestelar capaz de alcanzar, teóricamente, velocidades prácticamente lumínicas. Todos estos proyectos tienen como dificultad práctica el que las aceleraciones obtenidas son muy progresivas, lo que implica dificultad en su aplicación en los espacios cercanos a la Tierra, estando más bien diseñados para vuelos en el espacio profundo.

Mientras no se descubra algún principio de propulsión totalmente ajeno a la ciencia y tecnología actuales, seguirá siendo la propulsión convencional mediante cohetes, a partir de la ignición de combustibles químicos, el principal medio de obtener una aceleración rápida de las naves espaciales.

## Velocidades y trayectorias
Este tema tiene relación con las velocidades de escape que deben alcanzar los ingenios espaciales al momento de despegar de la Tierra o de otro cuerpo celeste, las velocidades mínimas que deben adquirir para sostener una órbita segura en torno a la Tierra y los otros cuerpos, la velocidad mínima que deben adquirir para alcanzar estos o abandonar el Sistema Solar. El tema incluye el cálculo, la ejecución y seguimiento de los movimientos orbitales de las naves en torno a los cuerpos celestes, las diferentes alturas a alcanzar en la realización de las órbitas, la determinación de las trayectorias más eficientes en términos de gasto de combustible y tiempo de aquellas naves que pretenden alcanzar los mundos del Sistema Solar, tanto interiores como exteriores; así mismo, se aborda el cálculo de las trayectorias de reentrada de las naves a la atmósfera de la Tierra.

### Velocidades cósmicas
Respecto a las velocidades que deben alcanzar las naves, existe una primera llamada de satelización (7,9 km/s), que es la velocidad mínima que les permite sostener una órbita circular sin caer a la Tierra. Al aumentar la velocidad, las órbitas serán cada vez más elípticas. Al alcanzar los 11,2 km/seg. (velocidad parabólica) la nave se libera de la atracción gravitatoria de la Tierra y entra en la del Sol a la manera de un pequeño asteroide. Al alcanzar los 42 km/s (velocidad hiperbólica) la nave es capaz de liberarse de la atracción del Sol, y escapar del sistema solar.
Cuanto más cerca se encuentre una nave orbitando la Tierra, más rápido deberá moverse para sostener su órbita; de lo contrario, caerá en las capas altas de la atmósfera. Por lo tanto, el período de vida orbital de toda nave dependerá de la altura que hayan alcanzado (p. ej. el satélite Explorer I tenía una velocidad de 28 000 km/h para alcanzar un apogeo de 2475 km a partir de la superficie). La duración de la órbita de una nave dependerá de la distancia en altura que haya alcanzado.
Las órbitas satelitales pueden ser descritas en cualquier sentido en relación al Ecuador terrestre, aunque se prefieren trayectorias predeterminadas que permitan un seguro rastreo por parte de las estaciones de Tierra.
En cuanto a las trayectorias y velocidades requeridas para la exploración de la Luna, las naves deben alcanzar el punto de equilibrio entre la atracción terrestre y la lunar. La velocidad establecida para alcanzar este punto es de 10,9 km/s, lo que permite a los artefactos orbitar la Luna sin el peligro de estrellarse en su superficie o pasar de largo. Debido a que la Luna tiene una fuerza de gravedad inferior a la de la Tierra, su velocidad de escape es de 2.3 km/s.
Las velocidades y trayectorias elípticas, que llevan a las naves a la exploración del resto de los cuerpos celestes del Sistema Solar, plantea condiciones de cálculo de trayectorias y velocidades más difíciles, pues se deben tomar en cuenta una serie de factores: movimiento de la Tierra, atracción gravitatoria del Sol y de los planetas, cercanía o lejanía del cuerpo a explorar, velocidad de dichos cuerpos, capacidad de combustible y empuje desarrollados por la nave. En términos generales, resulta más fácil para los científicos y controladores la exploración de los mundos interiores del Sistema Solar que los mundos exteriores; en el primer caso las naves aprovechan la fuerza gravitatoria del Sol, mientras que en el segundo deben vencer dicha fuerza, y la de los otros cuerpos mediante un mayor gasto de combustible, y efectuando complejos cálculos de trayectorias que las hagan alcanzar su objetivo. En este último caso, las trayectorias elegidas suelen ser las más largas, pero las más económicas en términos de gasto de combustible. Básicamente, las naves destinadas a los mundos exteriores, lanzadas en dirección al Este, deben aprovechar la fuerza inercial que les otorga el movimiento de rotación de la Tierra(unos 1.670 km/h), a lo que suman su propio impulso proporcionado por los cohetes.
Previamente a la realización del viaje a lo largo de la trayectoria elegida, las naves deben ser colocadas en una órbita terrestre llamada de aparcamiento.
El mejor momento para iniciar el viaje a los planetas interiores(como es el caso de Venus) es cuando estos se encuentran en conjunción, es decir, entre la Tierra y el Sol. En cambio, para iniciar el viaje a los planetas exteriores(como es el caso de Marte) se debe esperar el momento en que estos se encuentran en oposición, es decir, de la parte opuesta del Sol respecto a la Tierra.

### Navegación
Durante la navegación espacial, las naves deben ir controlando permanentemente su ruta mediante la guía de poderosas computadoras, tanto a bordo como ubicadas en Tierra. Sorprenden los extraordinarios logros alcanzados en materia del cálculo y control en la época previa a la invención de los microprocesadores, con limitadas velocidades de procesamiento y de memoria por parte de los ordenadores. En órbita en torno a la Tierra, el horizonte del planeta es una referencia válida para la orientación de las naves. Durante la navegación profunda, la computadora interna de la nave suele guiarla usando una serie de referencias estelares. La estrella Canopus es la más usada como guía.
En toda navegación, e incluso en el despegue y en el aterrizaje, juega un importante papel el sistema de alarma. Este sistema tiene como finalidad avisar a los tripulantes y/o a las computadoras a bordo, merced a las órdenes de Tierra, que se deben corregir situaciones de posición, trayectoria, impulso, movimiento, u otros, o bien activar protocolos de misión, o detectar fallos en los sistemas, o, en el peor de los casos, avisar de un peligro real. Tanto el sistema de alarma del control en Tierra como el de la propia nave están interconectados, aunque en la medida en que estas se alejen de aquel en dirección a los astros el sistema interno de la nave pasa a desempeñar un papel más autónomo.

### Técnicas de lanzamiento
Las técnicas de lanzamiento contemplan cuidadosos controles internos de los sistemas de la nave, regidos por una cuenta regresiva, y un cuidadoso control de las condiciones del tiempo atmosférico. Una vez terminada la cuenta comienza la ignición de la fase inicial del sistema de cohetes. Este momento reviste especial dramatismo, en especial para las tripulaciones que pueden encontrarse a bordo. La nave acelera con constantes impulsos para alcanzar la velocidad requerida. Las fuertes tensiones, el ruido y los movimientos que genera el empuje, pone a prueba la resistencia de los materiales y el entrenamiento de los astronautas. Una vez alcanzadas las capas superiores de la atmósfera el rozamiento de la nave disminuye, así como el ruido y el movimiento. Las diversas secciones de la nave se van desprendiendo una a una y la nave entra en la órbita asignada.
Otras técnicas de lanzamiento están en fase de propuesta teórica: catapulta electromagnética proporcionarían la aceleración de las naves mediante largas rampas de lanzamiento, aplicando el principio del electromagnetismo, a modo de un «cañón espacial». También se ha pensado en la construcción de un ascensor espacial, mediante un sistema de anclaje puesto en órbita. La propuesta más factible, es la construcción de una lanzadera que despegue a manera de un avión convencional, o que sea lanzada a una órbita baja por un transporte aéreo de gran altura.

### Reentrada
La fase de descenso a la Tierra genera otra serie de inconvenientes que deben ser resueltos. En primer lugar, determinar y acertar el ángulo correcto de reentrada a la atmósfera, un verdadero «corredor» de ingreso. El ángulo no puede ser ni muy oblicuo ni muy vertical. Un ángulo muy vertical provocaría que la nave se estrellase prácticamente con la capa de aire, aumentando fuertemente la fricción y el calor, lo que ocasionaría su destrucción. Por el contrario, un ángulo demasiado oblicuo y a mucha velocidad hará que la nave rebote en las capas superiores, describiendo una parábola y pasando de largo; a menor velocidad la nave rebotará, pero ingresará en la atmósfera más allá del punto fijado como óptimo. En un ángulo correcto y a la velocidad correcta, la nave cortará progresivamente las capas atmosféricas superiores, disminuirá su velocidad, y reducirá los niveles de roce y calor. Previamente al re-ingreso, la nave enciende sus cohetes de frenado, disminuyendo drásticamente su velocidad y perdiendo altura; durante el proceso la nave debe ser girada en tal forma que ofrezca su flanco más resistente a la zona de fricción. Afortunadamente, las naves poseen un eficiente escudo térmico que disipa el calor.
Hasta el momento dos han sido los métodos de aterrizaje usados en las naves, en particular las tripuladas: el empleo de paracaídas, a partir de unos 15 km de altura, seguido por un amerizaje (técnica empleada por EE. UU.), o por un descenso directo en tierra (técnica empleada por la Unión Soviética), o bien el empleo del método aeronáutico de planeo (transbordadores de EE. UU.) seguido de un aterrizaje en una pista convencional.
Un momento de gran incertidumbre durante el re-ingreso, lo constituye el paso de las naves por la llamada franja de silencio, que dura unos cinco minutos, produciéndose en cierta región de la atmósfera, y que supone la interrupción completa de las comunicaciones radiales con el control de tierra.

## Exploración tripulada
El objetivo esencial de toda misión tripulada consiste en llevar al espacio en forma segura a los seres humanos, permitirles su navegación y trabajo, y traerlos vivos y en las mejores condiciones de salud de vuelta a la Tierra. La supervivencia humana en el espacio está en función de la habilitación de un medio ambiente seguro, sea en el interior de las naves, en el exterior, al momento del despegue, en la navegación, en la exploración directa de los cuerpos celestes(ej: en el alunizaje), en el trabajo exterior, y en el re-ingreso y aterrizaje de las naves. El diseño de este medio debe recrear al máximo posible las condiciones que el organismo humano encuentra en la superficie terrestre, vale decir, de presión, temperatura, humedad, respiración, procesos alimenticios, aseo, desechos orgánicos, ejercicio, descanso y sueño. Para lograr esto, la bioingeniería debe tomar en cuenta los factores hostiles que presenta el espacio al cuerpo humano y que no suelen encontrarse en la Tierra: el vacío espacial y la carencia absoluta de aire, las violentas oscilaciones térmicas, la acción del viento solar y los rayos cósmicos, la presencia de los micrometeoritos, la ausencia de gravedad, el rompimiento de los patrones de día y noche, etc; a esto se suma el espacio reducido en que deben trabajar los astronautas en el interior de sus naves y la obligada convivencia entre ellos. Un factor clave en la supervivencia humana, es el diseño interior y exterior de las astronaves y estaciones espaciales, así como el diseño de los trajes espaciales.
Para enfrentar las difíciles condiciones del despegue, del espacio y el re-ingreso, los astronautas se someten a programas de riguroso entrenamiento que intentan simular las diversas situaciones: respuesta frente a la aceleración extrema, a la ingravidez, a la navegación, al confinamiento, a la convivencia, al trabajo, a la manutención, a enfrentar situaciones imprevistas, al re-ingreso en la atmósfera. Solo los sujetos más aptos psicológica y físicamente serán los seleccionados para las misiones.

### Despegue
El primer problema que plantea el viaje espacial es el despegue mismo. Mientras no se descubra o invente algo totalmente distinto, la aplicación de fuerza bruta seguirá siendo la forma más eficaz de elevar una nave al espacio, por lo que los astronautas deberán seguir soportando las fuertes tensiones que genera una aceleración violenta. En esta fase es fundamental la utilización de los trajes y asientos especialmente acondicionados para aminorar sus efectos.

### Entorno espacial

#### Efectos de la ingravidez

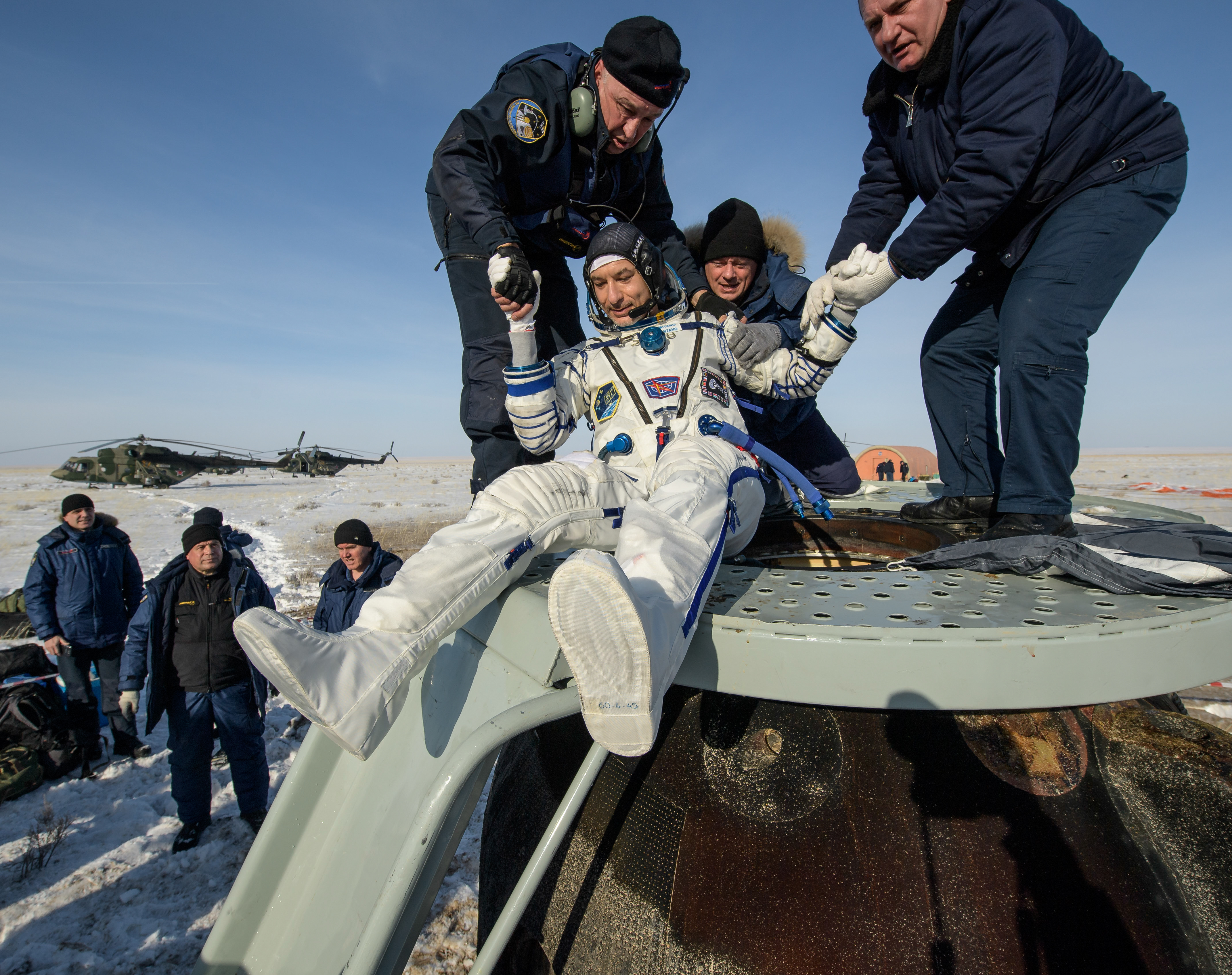
Aterrizaje de la nave Soyuz con la Expedición 61 a bordo (2020).

En segundo lugar está el problema de la ingravidez. La ingravidez obliga al cuerpo humano a re-acondicionar todos sus sistemas, en especial, el cardiovascular, el óseo y el muscular. La ingravidez provoca, durante los trayectos largos, la pérdida de tejido óseo y muscular, lo que afecta incluso al corazón. Estos efectos negativos son combatidos mediante rigurosas rutinas de ejercicio, lo que contrarresta, en parte, la pérdida de tejido.
La ingravidez ocasiona que las funciones más básicas, como alimentarse y beber líquidos, sean experiencias complejas; las partículas y los líquidos tienden a flotar libremente por el interior de la nave, lo que puede ocasionar desperfectos; alimentos y líquidos son llevados especialmente preparados (compactos, herméticamente sellados). Otro problema es la evacuación de los desechos orgánicos del cuerpo, los cuales suelen ser procesados, almacenados y sellados para un posterior análisis.
La ingravidez presenta especiales problemas al trabajo extravehicular de los astronautas, que resulta muy complejo en gravedad cero, pues existe la posibilidad de alejarse accidentalmente en el espacio, el cuerpo tiende a girar al realizar movimientos al trabajar con llaves de apriete, los medios de locomoción son limitados, etc; y a todo esto se suma la rigidez del traje espacial.
Pero los astronautas no solo deben sobrevivir a la misión misma, sino que también a su readaptación a las condiciones de la Tierra. Para esto tienen que seguir rigurosos programas médicos de apoyo para que los cuerpos recuperen sus plenas capacidades en proceso de atrofia durante la misión.

#### Radiaciones nocivas
Otra preocupación es la acción de las radiaciones solares y cósmicas, que son nocivas para la salud. Aun disponiendo de los mejores revestimientos absorbentes, tanto en el exterior como en el interior de las naves, y en los trajes espaciales, el cuerpo humano está sometido a mayores niveles de radiación que en la superficie de la Tierra, con consecuencias a largo plazo imprevisibles.

#### Micrometeoritos y basura espacial
Otro motivo de preocupación es el impacto de los micrometeoritos, los cuales pueden perforar el casco de las nave o estropear el instrumental. Frente a esto, las paredes de las naves ofrecen una cierta protección, aunque no por cierto frente a objetos de mayor tamaño, los cuales podrían impactar a decenas de miles de km/h. Afortunadamente, la probabilidad de ser impactado por un meteorito de mayor tamaño es ínfima, dada la extensión del espacio. Mayor peligro revisten los desechos espaciales, es decir, las miríadas de objetos que orbitan la Tierra y que constituyen los restos de anteriores misiones: la «chatarra espacial», que está formada por objetos que pueden ser de dimensiones minúsculas (p.ej: una tuerca desprendida accidentalmente) o del tamaño de un autobús (p.ej: antiguos satélites en desuso). Aunque no se hayan reportado accidentes graves, estos no se pueden descartar. A pesar de que las principales agencias llevan un cuidadoso rastreo de los objetos de mayor tamaño en desuso, existen miles que no son detectados, y aunque la mayoría de ellos termina por caer tarde o temprano en la atmósfera, existen otros tantos que se mantendrán en órbita por miles de años. La basura espacial, en progresivo aumento, constituye, de no tomarse medidas de contención radicales, una serie amenaza para la navegación orbital futura.

### Sistemas de soporte vital

#### Aire y agua
Dada la ausencia total de atmósfera en el espacio, todo el aire respirable, así como los líquidos, deben ser llevados íntegramente de la Tierra. Es tarea esencial de los sensores a bordo el monitoreo constante de los niveles de oxígeno y de dióxido de carbono, así como de la presión. El dióxido de carbono sobrante es absorbido por materiales adecuados. Por otra parte, técnicas de generación del oxígeno a partir de un ciclo natural, con la presencia de algas resistentes a los rayos cósmicos, se han ensayado desde la década de 1960. En este sentido el alga chlorella es muy fácil de cultivar, se reproduce rápido y hasta se puede comer. Por su parte, el reciclaje del agua usada está dentro de las funciones de las misiones.

#### Temperatura ambiental
Es necesaria la manutención de la temperatura ambiente en torno a unos 20 °C. El sistema eléctrico juega un papel capital en la calefacción o en la extracción del calor interno. Las violentas oscilaciones térmicas externas obligan al uso de materiales de revestimiento exterior (refractarios al calor durante la exposición al Sol) e interior (que impide la disipación del calor interior). Es conveniente que las naves giren lentamente sobre sí mismas para evitar recalentamientos; también se puede revestir el vehículo, entre las paredes exteriores e interiores, de una capa de fluidos destinados a absorber el calor. Además, las naves cuentan con mecanismos de absorción de energía solar y transmisión al interior para su aprovechamiento en los momentos en que orbitan el lado oscuro de la Tierra.
Inclusive en el interior de naves no tripuladas, se debe mantener una temperatura adecuada y una atmósfera de aire para evitar el mal funcionamiento de los instrumentos.

#### Trajes espaciales
Como se ha dicho anteriormente, el traje espacial reviste capital importancia para la supervivencia humana. Básicamente, el traje está formado por cuatro unidades esenciales: el casco, el cuerpo del traje, los guantes y el sistema de supervivencia (reservas de aire, batería, sistema de comunicación, etc.), adosado en su mayor parte en la espalda del astronauta a modo de una mochila. El traje es fabricado con una serie de materiales, dispuestos en sucesivas capas de menor o mayor densidad, que le permite mantener la presión de aire, la temperatura interna, controlar la humedad, absorber hasta cierto punto las radiaciones nocivas, defender al astronauta del impacto de ciertos micrometeoritos, y hasta, en ocasiones, recoger los desechos orgánicos. No obstante, el traje solo permite una movilidad más bien reducida, dada su rigidez. La utilización del traje permite soportar mejor las tensiones del despegue y del aterrizaje, del trabajo en el espacio extravehicular (manutención, experimentación, implementación de equipos) o en la exploración del suelo lunar. Además, es la mejor garantía de supervivencia en caso de darse una situación extrema.

### Estabilidad mental
Los astronautas deben adaptarse a trabajar en espacios más bien pequeños. Al principio de la exploración espacial la movilidad era muy reducida. Con el programa Apolo aumentó un tanto el espacio disponible; pero fue gracias al desarrollo de las estaciones espaciales y los transbordadores que los astronautas encontraron mayores disponibilidades de espacio, lo que les ha permitido un trabajo más holgado, algo de privacidad, y la realización de ejercicios. Aun así, los espacios habitables siguen siendo reducidos.
La presencia de los compañeros ayuda al astronauta disipar el fuerte sentimiento de soledad y lejanía que se experimenta en el espacio, pero a la vez obliga a convivir y a soportar caracteres que pueden mostrarse disímiles. Solo la selección de equipos de trabajo muy afianzados, con una mentalidad muy profesional, ayuda a enfrentar los posibles problemas de convivencia, en especial si las misiones son de largo aliento. La estabilidad psicológica de los astronautas es uno de los objetivos esenciales del programa de supervivencia espacial, permitiéndoseles cultivar sus espacios recreativos, de ocio y comunicación con sus familiares en Tierra.
La supervivencia humana precisa una buena dosis de iniciativa y trabajo en equipo en caso de situaciones imprevistas o, peor aún, peligro extremo, como fue el accidentado viaje del Apolo XIII, astronave que en misión a la Luna, sufrió graves desperfectos, obligando a su tripulación a desplegar toda su inteligencia para volver sana y salva a la Tierra. Los astronautas tienen plena conciencia de que se encuentran solos, y que las soluciones prácticas de las contingencias depende solo de ellos. También es difícil la adaptación de los astronautas a sus nuevos patrones de vigilia y sueño, dado que el ciclo natural diurno y nocturno se rompe. En la medida de lo posible, se trata de mantener los ciclos de 24 h, estableciendo horarios de descanso, trabajo y recreación.

## Exploración y colonización espacial
La colonización del espacio se plantea a largo plazo como remedio para evitar el estancamiento y retroceso de la civilización, así como su extinción fortuita o autodestrucción. El físico Stephen Hawking ha reafirmado esta tesis, alertando de la necesidad urgente de colonizar el espacio como un medio de evitar la extinción.[cita requerida] En el corto plazo, la colonización del espacio ha reportado dividendos tecnológicos, en investigación, desarrollo de nueva tecnología espacial y productos derivados que son usados de forma masiva.[cita requerida] Una limitante que pesa en la opinión pública es su alto coste económico, a pesar de que en la práctica y a más largo plazo, la actividad astronáutica se torna rentable.[cita requerida]
Las acciones tendentes a la exploración y la ocupación progresiva del espacio cercano han estado dictadas por múltiples intereses: prestigio político, fines militares, demandas tecnológicas de sectores industriales, comunicaciones, observación geográfica o del clima, o el conocimiento científico en sí mismo.[cita requerida] Tales intereses se han concretado en las siguientes acciones generales de exploración y colonización:
1. Una verdadera "carrera espacial " entre EE.UU y la U.R.S.S durante la década de los 60 para adjudicarse los logros de ser los primeros en los sucesivos hitos: el primer objeto en órbita, el primer hombre en el espacio, la primera caminata espacial, el primer objeto en ser lanzado a otro cuerpo celeste, etc. Notables fueron las naves de los programas soviéticos Vostok, Vosjod y Soyuz , y las estadounidenses Mercury, Gémini y Apolo.
2. La creación de una densa red de satélites que orbitan el globo con múltiples finalidades: militares (Samos, Vela, etc.), de telecomunicaciones (p.ej., Telstar, Eco ), de navegación aérea (p.ej. Transit ), de observación geodésica, geográfica y climática (p.ej., Nimbus, Tiros ), de experimentación biológica (p.ej., Bios, Cosmos), astronómicos (p.ej., Explorer ), etc.
3. La efectiva exploración de la Luna por parte de un programa tripulado (Apolo) y la exploración de los otros cuerpos del Sistema Solar por misiones no tripuladas, como fueron, por ejemplo, las sondas Lunar Orbiter (EE.UU), Luna (URSS), Mariner (EE.UU), Mars (URSS), Pioneer (EE.UU); se deben destacar las naves Voyager 1 y Voyager 2 (EE.UU), los objetos artificiales más alejados de la Tierra, en los límites del Sistema Solar y ya convertidas en sondas interestelares.
4. La puesta en órbita de observatorios espaciales destinados a la investigación astronómica y astrofísica (p. ej.: el telescopio espacial Hubble ).
5. La experimentación con nuevas sustancias y materiales, y con seres vivos, con o sin aplicación industrial.
6. La realización de múltiples experimentos científicos en diferentes campos y que solo se pueden hacer en microgravedad o gravedad cero .
7. La investigación acerca del comportamiento humano en el espacio por largo períodos de tiempo.
8. Investigación y puesta en marcha de una serie de astronaves que han permitido un acceso más expedito al espacio: los transbordadores espaciales
9. La difusión del conocimiento obtenido por las agencias, y la aplicación por la industria de los subproductos tecnológicos que ha generado la actividad astronáutica, que son de uso masivo en la actualidad. La difusión del conocimiento ha hecho que varios países y agencias realicen actividades colaborativas, ahorrándose costos económicos.
10. Preparación de planes de re-exploración de la Luna con vuelos tripulados, instalación de una base permanente en ella, la exploración directa de Marte por una misión tripulada, etc., juntamente con la correspondiente investigación de las posibilidades económicas que ofrece la exploración y colonización del espacio.
11. Creación de las estaciones espaciales, que son un paso clave en la colonización, ya que significan la presencia permanente del ser humano en el espacio. Desde la década de 1970, se ha venido desarrollando un progresivo esfuerzo por crear y mantener una serie de estaciones espaciales que orbitan la Tierra, así como un intenso programa de investigación acerca de la supervivencia humana por largos períodos de tiempo en el ambiente espacial. A finales de la década de 1960, los soviéticos iniciaron los primeros tanteos en la dirección de construir verdaderas estaciones espaciales, al acoplar con éxito sus satélites Cosmos. Pero fue a comienzos de los 70 cuando lograron llevar a término una estación verdadera: la Salyut 1. A esta siguieron varias más hasta completar siete. Posteriormente, los rusos diseñaron la estación MIR , una avanzada nave que prestó fructíferos servicios. Por su parte, los norteamericanos respondieron con la estación Skylab , aunque luego se dedicaron al diseño del programa de transbordadores. A partir de 1998, las principales agencias espaciales decidieron unir sus esfuerzos en la implantación de la actual Estación Espacial Internacional .

Las estaciones han posibilitado la creación de ambientes más amplios y acogedores para los astronautas, la posibilidad de realizar experimentos científicos sin los acotados límites de tiempo con que cuentan las astronaves; las estaciones son puntos de observación directa de las condiciones climáticas y otra índole que se dan en la Tierra, la estadía en las estaciones ha permitido estudiar en detalle el comportamiento psicológico y fisiológico de los humanos, ya sea en soledad o en compañía. En ciernes está la posibilidad de usar las estaciones como puertos de embarque hacia otros mundos del Sistema Solar.
La presencia humana en el espacio, esta vez de manera permanente, plantea nuevos desafíos e interrogantes acerca de los costos y beneficios que supone la colonización, acerca del comportamiento de la fisiología humana y sus posibilidades de adaptación al entorno espacial y de otros mundos, de las posibilidades efectivas de ocupar los mundos cercanos, vale decir, la Luna y Marte, y de las posibilidades futuras de autosustentación de la colonización.

## La investigación espacial en el mundo

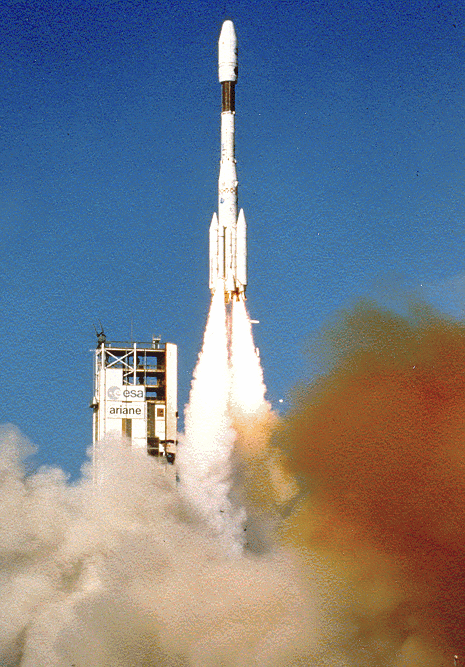
Despegue de un cohete Ariane.

Además de los programas espaciales bien consolidados de Estados Unidos, la URSS, Japón y Europa (a través de la Agencia Espacial Europea), se ha producido el florecimiento a partir de los años 1980 de programas espaciales en países en vías de desarrollo, ya sea en naciones con cierta tradición como China (tercera agencia espacial que ha llevado a cabo misiones tripuladas, después de Estados Unidos y Rusia) o la India (que posee lanzadores de satélites propios) como en otras que han empezado recientemente. Son destacables los programas espaciales de Brasil, México, Chile y Argentina.
Para algunos países en vías de desarrollo, los satélites artificiales han supuesto la forma más fácil de mejorar sus redes internas de telecomunicaciones, en especial en aquellos cuya orografía u otras causas hacen difíciles los medios de comunicación tradicionales. Tal es el caso de los satélites domésticos que emplea Indonesia, o la serie de satélites compartidos por las naciones árabes (Arabsat).

### Países hispanos

#### México
Existe antecedentes de avances en la materia a en la segunda mitad del siglo XX cuando el presidente Adolfo López Mateos emitió un decreto en el Diario Oficial de la Federación del 31 de agosto de 1962 que creó la Comisión Nacional del Espacio Exterior (CONEE), adscrita a la Secretaría de Comunicaciones y Transportes con el fin de fomentar la investigación, explotación y utilización pacífica del espacio exterior; Comisión que continuó con los trabajos de cohetería, telecomunicaciones y estudios atmosféricos en el país.
México cuenta actualmente con ocho satélites y con la empresa ex profeso Satmex. La Agencia Espacial Mexicana (AEM) es una agencia creada en 31 de julio de 2010 encargada de asuntos espaciales. Este proyecto pretende agrupar y coordinar los trabajos de México en actividades espaciales.